# Karl Schrader (Pädagoge)
Karl Schrader (* 13. Juni 1898 in Erfurt, Provinz Sachsen; † 29. Juli 1977 in Jena) war ein deutscher  Pädagoge und Hochschullehrer.

## Leben und Werk
Schrader war der Sohn eines Werkmeisters und Schmiedes. Er besuchte nach Schulabschluss und Kriegsdienst zunächst das Lehrerseminar in seiner Geburtsstadt Erfurt, wo er 1920 die Lehrerprüfung ablegte. Im gleichen Jahr wurde er Volksschullehrer in Zwätzen und begann an der Friedrich-Schiller-Universität Jena Pädagogik zu studieren. 1927 promovierte er zum Dr. phil. Nachdem er nach Ende des Zweiten Weltkrieges der KPD (ab 1946 SED) beigetreten war, erfolgte 1948 seine Ernennung zum Professor mit Lehrauftrag für Praktische Pädagogik an der Friedrich-Schiller-Universität Jena. 1949 erhielt er dort den Lehrstuhl für Praktische Pädagogik. Gleichzeitig wurde er Leiter des Instituts für Pädagogik und Leiter der Abteilung Geschichte der Pädagogik an der Friedrich-Schiller-Universität Jena. 1963 wurde er nach Erreichen des 65. Lebensjahres emeritiert.
Er forschte und publizierte zur Geschichte der Pädagogik und zur Systematischen Pädagogik.

## Schriften (Auswahl)
- Versuch einer systematischen Durchdringung des philanthropischen Denkens mit besonderer Berücksichtigung von Basedows Methodenbuch, des Revisionswerkes und Trapps Versuch einer Pädagogik. 1928.
- Die Erziehungstheorie des Philanthropismus (Friedrich Mann’s pädagogisches Magazin, Heft 1218), Langensalza 1928.
- Das analytische Verfahren zur Erforschung von Unterrichtsprozessen auf der Grundlage von Gesamtprotokollen. Volk und Wissen, Berlin 1956.
- Zusammenarbeit von pädagogischer Wissenschaft und Schulpraxis. In: Pädagogik 15 (1960), S. 231–239.